# Saint Catharines

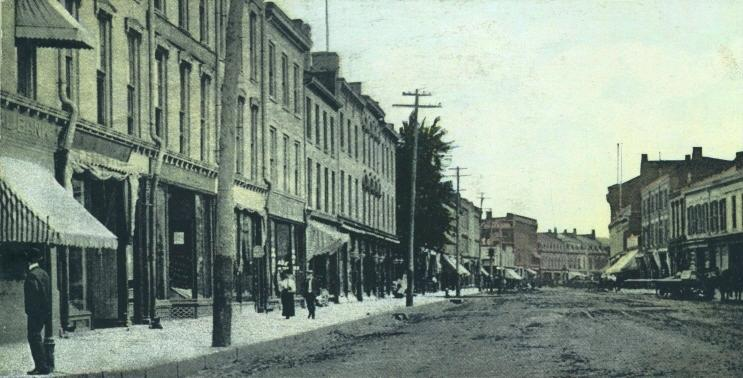
Rue Saint Paul, cap al 1910

St. Catharines és un municipi d'Ontario (Canadà). És la ciutat més gran de la Regió Municipal de Niàgara (Regional Municipality of Niagara). El 2016 tenia 133.113 residents. Es troba a 51 km al sud de Toronto i a 19 km de la frontera amb els Estats Units. La ciutat va ser batejada en honor de Caterina d'Alexandria. Se l’anomena La Ciutat Jardí pels seus 4 quilòmetres quadrats de parcs, jardins i camins meticulosament mantinguts.

## Història
Els primers assentaments el van fer els legalistes nord-americans en la dècada de 1780. Aquest petit assentament va rebre el nom de "The Twelve" però a partir de 1796 ja se'n va dir "St. Catharines". La ciutat va ser fundada per primera vegada pels lleialistes a la dècada de 1780. Els primers colons, el sergent Jacob Dittrick i el soldat John Hainer (membre del Regiment Butler Ranger), van arribar a la zona on Dick's Creek es troba amb Twelve Mile Creek. Dick's Creek va rebre el nom d'un altre coloni, Richard Pierpoint, un lleial negre nascut al Senegal que va fugir de l'esclavitud a Nova York per lluitar per la corona britànica, conegut com el capità Dick. Aquesta part de l'establiment es va convertir en el centre del poble. Les carreteres autòctones es van utilitzar com a rutes de viatge, cosa que va donar lloc a la curvatura actual del centre de la ciutat.
La ciutat va ser un punt important en la ruta seguida pel ferrocarril subterrani a partir del 1850, en promulgar-se als Estats Units una llei contra els esclaus fugitius i també va ser el lloc de residència temporalment (entre 1852 i 1857) de Harriet Tubman, una activista d'aquesta xarxa.
El primer negoci, una botiga general propietat de Robert Hamilton, es va fundar cap al 1783. El primer molí, Crown Mills, es va obrir el 1786. Es va adquirir el terreny circumdant i es va crear el poble entre el 1787 i el 1789. Aleshores es deia The Twelve. El 1797, la primera fonda va ser construïda per Thomas Adams, situada al costat est del carrer Ontario, després del que avui és el carrer Saint Paul. Es va convertir en un lloc de trobada i parada de la diligència.
El 1798 The Twelve es va convertir en Shipman's Corners, que portava el nom del nou propietari de la fonda, Paul Shipman. Segons algunes fonts, el carrer Saint Paul, el carrer principal de l'època, també va rebre el seu nom en honor seu.
St. Catharines l'empresa General Motors Canada és la que dona més llocs de treball.

## Clima
El clima de St. Catharines és continental humid i dins la classificació de Köppen està al límit entre Dfa iDfb. It té un microclima particular. Els llacs Ontario i Erie atemperen el seu clima així com l'Escarpament Niàgara i premeten que la vinya prosperi,tanmateix les temperatures poden ser molt fredew per l'efecte de la nevada lacustre. El rècord de temperatura màxima és de 40 °C. La temperatura mitjana anual és de 9 °C sent la de gener de -3,8 °C i la de juliol de 21,9 °C. La pluviometria mitjana és de 880 litres. El rècord de temperatura mínima és de -42 °C.

## Demografia
St. Catharines és la ciutat més gran de la regió del Niàgara, a la part sud de la província, a l'entrada del canal Welland.
| 2001   | 2006   | 2011   | 2016   |
| ------ | ------ | ------ | ------ |
| 129170 | 131989 | 131400 | 133113 |

| Àrees metropolitanes més poblades del Canadà | Àrees metropolitanes més poblades del Canadà | Àrees metropolitanes més poblades del Canadà | Àrees metropolitanes més poblades del Canadà | Àrees metropolitanes més poblades del Canadà | Àrees metropolitanes més poblades del Canadà | Àrees metropolitanes més poblades del Canadà | Àrees metropolitanes més poblades del Canadà | Àrees metropolitanes més poblades del Canadà | Àrees metropolitanes més poblades del Canadà | Àrees metropolitanes més poblades del Canadà | Àrees metropolitanes més poblades del Canadà |
| Posició                                      | Ciutat principal                             | Província                                    | Pob.                                         | Posició                                      | Ciutat principal                             | Província                                    | Pob.                                         | Toronto Mont-real                            |                                              |                                              |                                              |
| -------------------------------------------- | -------------------------------------------- | -------------------------------------------- | -------------------------------------------- | -------------------------------------------- | -------------------------------------------- | -------------------------------------------- | -------------------------------------------- | -------------------------------------------- | -------------------------------------------- | -------------------------------------------- | -------------------------------------------- |
| 1                                            | Toronto                                      | Ontario                                      | 5.113.149                                    | 11                                           | Kitchener                                    | Ontario                                      | 451.235                                      | Toronto Mont-real                            |                                              |                                              |                                              |
| 2                                            | Mont-real                                    | el Quebec                                    | 3.635.571                                    | 12                                           | St. Catharines                               | Ontario                                      | 390.317                                      | Toronto Mont-real                            |                                              |                                              |                                              |
| 3                                            | Vancouver                                    | Colúmbia Britànica                           | 2.116.581                                    | 13                                           | Halifax                                      | Nova Escòcia                                 | 372.858                                      | Toronto Mont-real                            |                                              |                                              |                                              |
| 4                                            | Ottawa                                       | Ontario/Quebec                               | 1.130.761                                    | 14                                           | Oshawa                                       | Ontario                                      | 330.594                                      | Toronto Mont-real                            |                                              |                                              |                                              |
| 5                                            | Calgary                                      | Alberta                                      | 1.079.310                                    | 15                                           | Victoria                                     | Colúmbia Britànica                           | 330.088                                      | Toronto Mont-real                            |                                              |                                              |                                              |
| 6                                            | Edmonton                                     | Alberta                                      | 1.034.945                                    | 16                                           | Windsor                                      | Ontario                                      | 323.342                                      | Toronto Mont-real                            |                                              |                                              |                                              |
| 7                                            | Quebec                                       | el Quebec                                    | 715.515                                      | 17                                           | Saskatoon                                    | Saskatchewan                                 | 233.923                                      | Toronto Mont-real                            |                                              |                                              |                                              |
| 8                                            | Winnipeg                                     | Manitoba                                     | 694.668                                      | 18                                           | Regina                                       | Saskatchewan                                 | 194.971                                      | Toronto Mont-real                            |                                              |                                              |                                              |
| 9                                            | Hamilton                                     | Ontario                                      | 692.911                                      | 19                                           | Sherbrooke                                   | el Quebec                                    | 186.952                                      | Toronto Mont-real                            |                                              |                                              |                                              |
| 10                                           | London                                       | Ontario                                      | 457.720                                      | 20                                           | St. John's                                   | Terranova i Labrador                         | 181.113                                      | Toronto Mont-real                            |                                              |                                              |                                              |
| Cens del 2006 del Canadà                     |                                              |                                              |                                              |                                              |                                              |                                              |                                              |                                              |                                              |                                              |                                              |

## Personalitats
- Edward Burtynsky, fotògraf, nascut a St. Catharines
- Linda Evangelista, model
- Dallas Green, cantant, guitarrista de City and Color i Alexisonfire
- Allí va néixer Steve Bauer, ciclista, medallista olímpic.
- Neil Peart, bateria de la banda Rush